# ジェラルトン (西オーストラリア州)

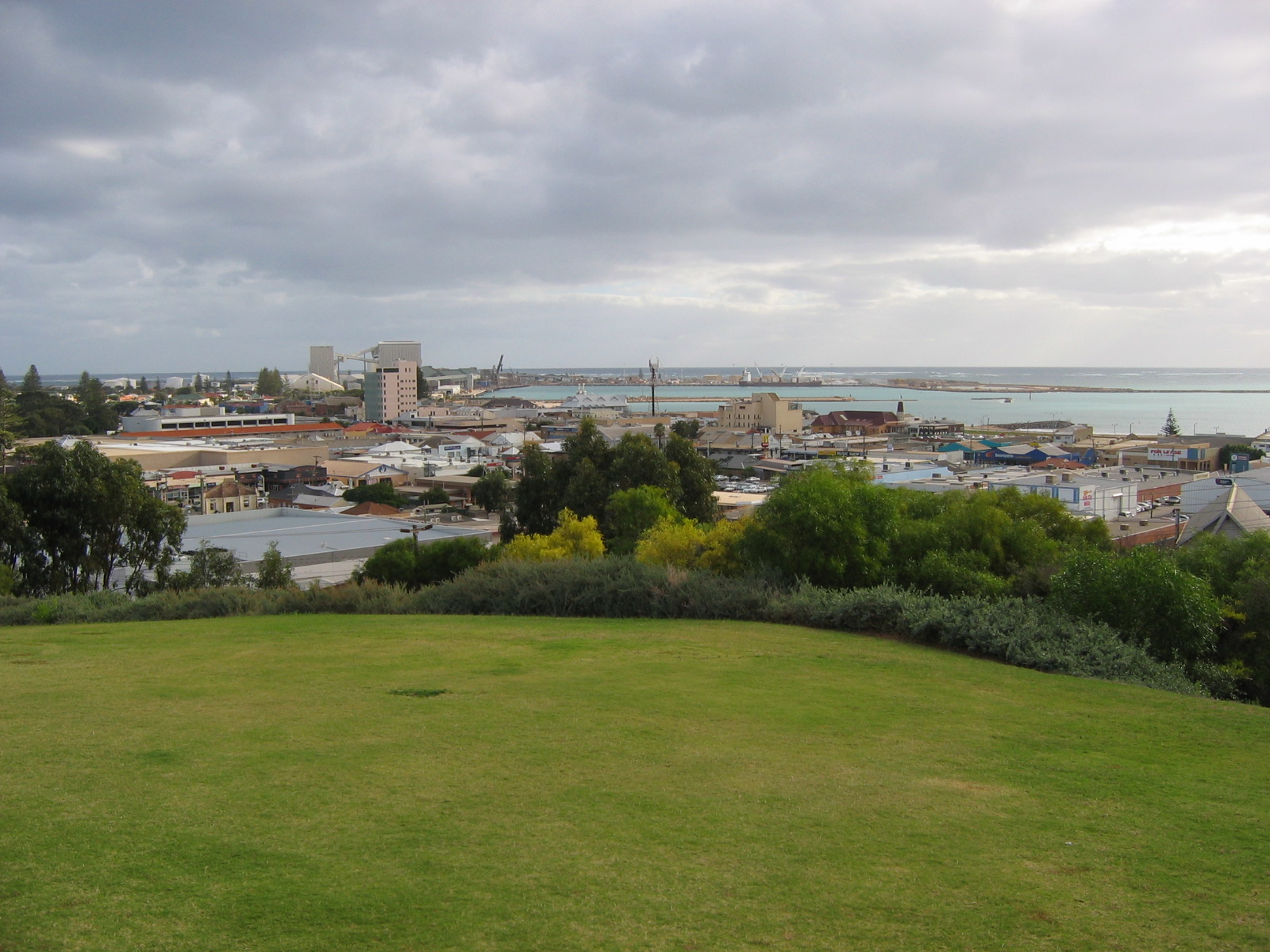
ジェラルトンの街並み

ジェラルトン（英語: Geraldton）は、オーストラリア・西オーストラリア州の港湾都市。中西部地域に属し、州都パースから北に約420 kmの距離にある。人口は3万7432人（2016年）で、州第4位。
2007年にグリナフ市（Shire of Greenough）と合併して、自治体としての正式名称はジェラルトン＝グリナフ市となるも、2011年にマロワ市（Shire of Mullewa）と合併、自治体正式名称がジェラルトン広域市（City of Greater Geraldton）となった。

## 地理
ジェラルトンはインド洋に突き出た小さな岬の付け根に存在し、海岸線はその多くが砂浜となっている。パース以北では一番人口の多い都市である。

### 気候
パース同様地中海性気候（Cs）だが、パースより高温かつ乾燥しており、さらに北あるいは内陸部へ向かうとステップ気候（BS）に含まれる。

## 交通
トランスwaがイニアバ経由パース行きを毎日運行、ミングニュー経由パース行きを週4便、マロワ経由パース行きを週2便運行している。所要時間は、途中30分の食事休憩と5分程度の乗務員交代を含み6～7時間程度。また、グレイハウンドがブルーム発、北東沿岸道路、ジェラルトン、インド洋沿岸道路経由パース行きを週3便運行している。所要時間は途中30分の食事休憩を含み約6時間。
また、スカイウエスト航空がパースへ直行便を一日2～7便運航。使用機はフォッカー50型プロペラ機（6月よりフォッカー100型に変更予定）で所要時間70分。また、ポートヘッドランド経由バリ行きを週1便運航。今後、スカイウエスト航空は、カルグーリー経由メルボルン行きの路線新設を計画している。また、11月よりカンタスリンクがパースへの直行便を平日2便、土休日1便運航する。
また、TransGeraldtonが市内路線バスを運行している（但し、土曜午後と日祝日は全便運休）。路線は以下の8路線で本数は一日5～6便。
- 101 Anzac Tce/Northgate（アンザックテラス/ノースゲート） - Rangeway（レンジウェイ） - Anzac Tce/Northgate
- 201 Anzac Tce/Northgate - Bluff Point（ブラフポイント） - Waggrakine（ウォーグラカイン）
- 301 Anzac Tce/Northgate - West End（ウエストエンド） - Anzac Tce/Northgate
- 401 Anzac Tce/Northgate - Strathalbyn（ストラサルビン） - Anzac Tce/Northgate
- 501 Anzac Tce/Northgate - Wandina（ウォンディーナ） - Anzac Tce/Northgate
- 601 Anzac Tce/Northgate - Wonthella（ウォンセーラ） - Anzac Tce/Northgate
- 701 Anzac Tce/Northgate - Sunset Beach（サンセットビーチ） - Drumonds Cove（ドラモンドコーブ）
- 801 Anzac Tce/Northgate - St John's God Hospital（聖ジョン病院） - Anzac Tce/Northgate

## 歴史
17世紀から18世紀、約60 km沖合のアブロホス諸島はしばしば船の遭難箇所として航海者に知られていた。初めてこの周辺の土地を探検したのは、イギリス軍人ジョージ・グレイであり、1839年のことであった。そのおよそ10年後、オーストラリア人探検家オーガスタス・グレゴリーがこの地を踏査し、マーチソン川沿いに鉛の鉱脈を発見した。1850年、鉛をはじめとした鉱物資源を積み出す港として町と港湾が建設され、当時の西オーストラリア州総督チャールズ・フィッツジェラルドにちなみジェラルトンと名付けられた。

## 観光

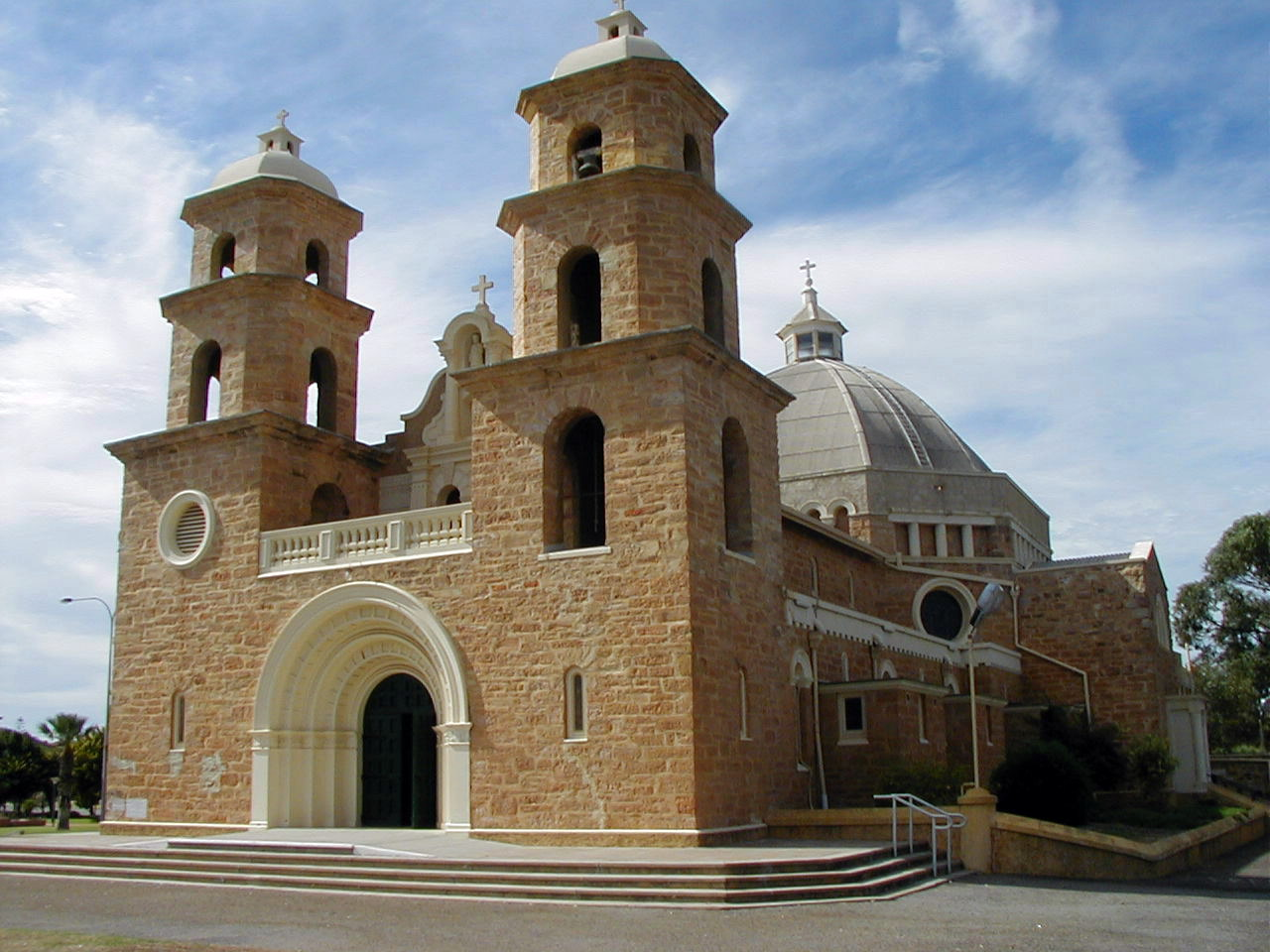
聖フランシスコ・ザビエル大聖堂

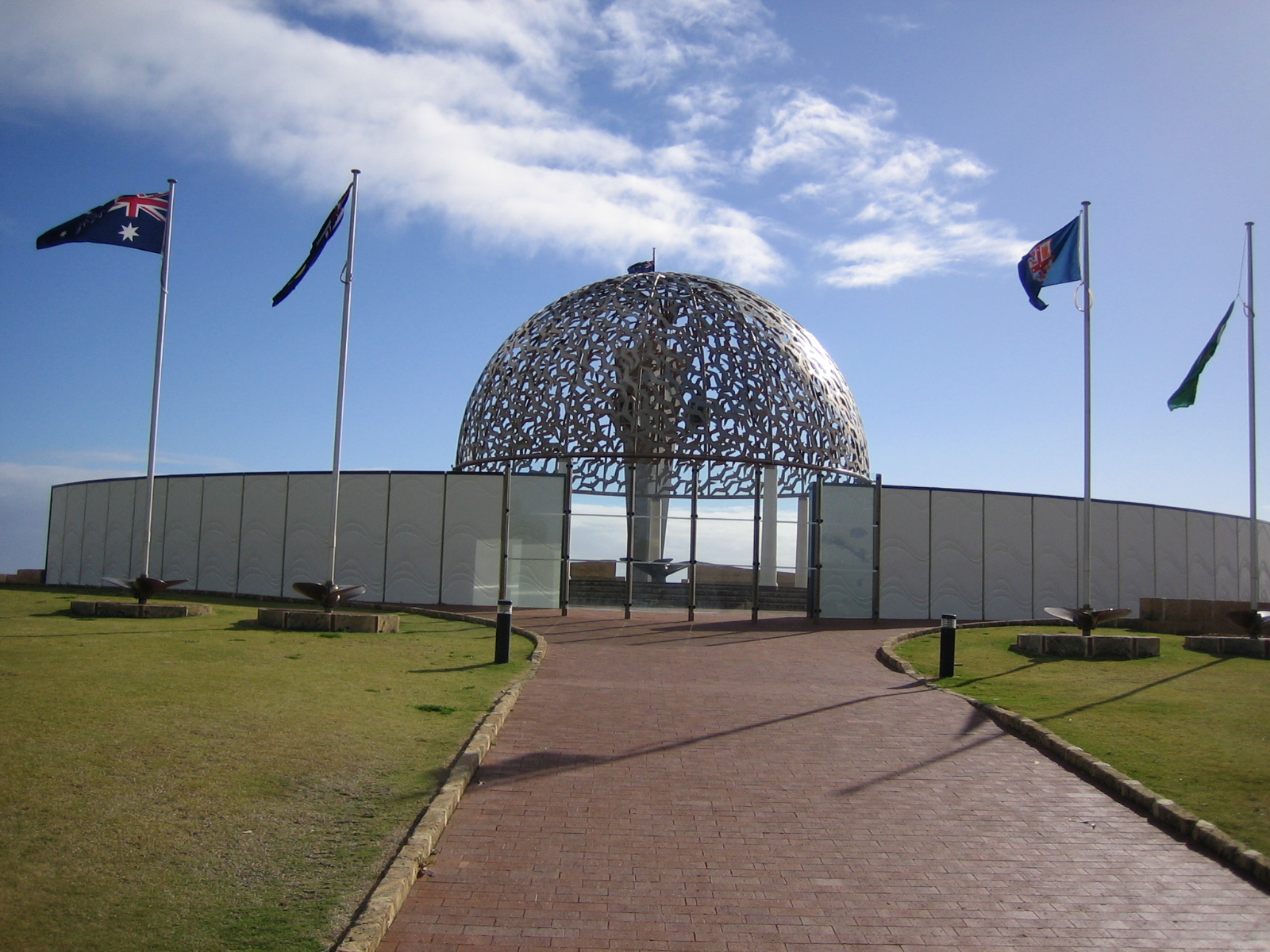
軽巡洋艦シドニーを偲ぶ記念碑

1938年に完成された聖フランシスコ・ザビエル大聖堂は、建築にも長じていたジョン・ホーズ大司教によって設計され、20年の歳月をかけて建造されたものである。1877年に造られたポイントムーア灯台は、灯台自体の歴史的価値と鮮やかな紅白の縞模様で有名である。
第二次世界大戦のさなか、ジェラルトンの北西・シャーク湾の沖240 kmにてオーストラリア海軍の軽巡洋艦シドニーがドイツ海軍の仮装巡洋艦コルモランとの交戦の末に沈没、全乗員600人以上が死亡した。2008年、沈没から60年以上の月日を経て軽巡洋艦シドニーの残骸が海中から発見され、失われた乗員を悼む記念碑が設立された。
ジェラルトンはインド洋にほぼ直接に面し波と風に恵まれるため、数々のサーフスポットが多くのサーファーを惹きつけており、またウィンドサーフィンでも国際的に知られている。視界40 mを超える澄んだ海でのダイビングも盛んである。
また、ウィンドサーフィンで重要なこの強い風の影響で変形したLeaning Trees（折れ曲げられた木々）は、国道1号線のハイライトである。西豪州最北のワイナリー・チャップマンバレーへはジェラルトン市から車で30分程度。また、1970年代にオーストラリアから「独立」（オーストラリア政府非承認）したハット・リバー公国へは車で北に1時間程度。

## 姉妹都市・提携都市

### 姉妹都市
- 湖西市（日本国 中部地方 静岡県）- 1998年(平成10年)9月29日 旧新居町と姉妹都市提携。
- 湛江市（中華人民共和国 広東省）

## 軍事
ジェラルトンの郊外にはオーストラリア軍の通信基地があり、アメリカの通信傍受システムエシュロンの一翼を担っていると考えられている。基地には4つの衛星通信アンテナがあり、インド洋および東南アジア方面からの電波を受信している。